# 拉罗什讷维尔
拉罗什讷维尔（法語：La Roche-Neuville，法語發音：[la ʁɔʃ nøvil]）是法国马耶讷省的一个市镇，属于贡捷堡区。该市镇于2019年由原市镇马耶讷河畔卢瓦涅和圣叙尔皮斯合并而成。

## 地理
拉罗什讷维尔（47°49'14"N, 0°44'50"W）面积28.67 平方千米，位于法国卢瓦尔河地区大区马耶讷省，该省份为法国西北部内陆省份。
与拉罗什讷维尔接壤的市镇（或旧市镇、城区）包括：维利耶沙勒马涅、乌赛、克莱讷圣戈、珀通、马里涅珀通、弗罗芒蒂耶尔、马耶讷河畔贡捷堡。
拉罗什讷维尔的时区为UTC+01:00、UTC+02:00（夏令时）。

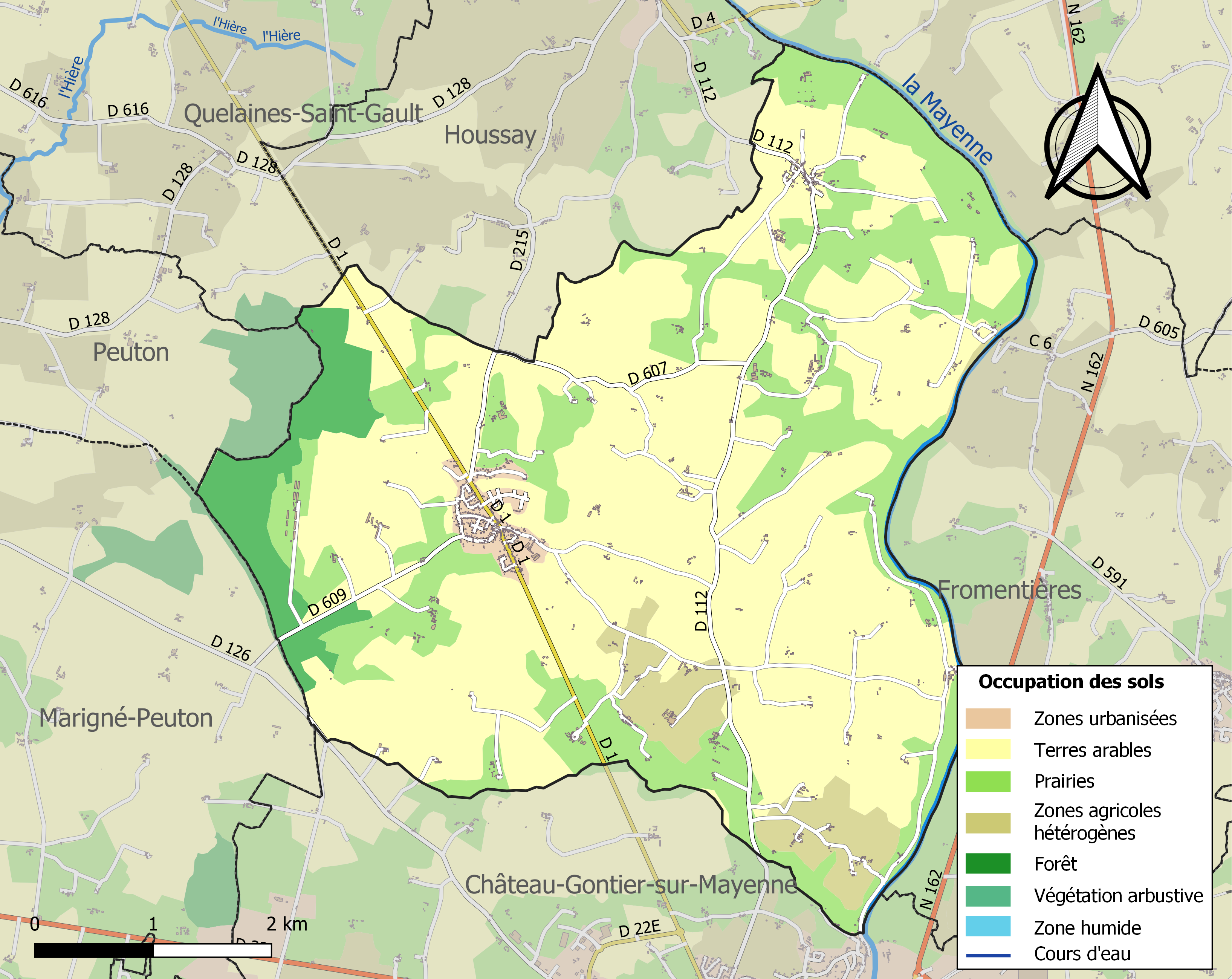
拉罗什讷维尔的OSM定位图

## 行政
拉罗什讷维尔的邮政编码为53200，INSEE市镇编码为53136。

## 政治
拉罗什讷维尔所属的省级选区为马耶讷河畔贡捷堡第一县。

## 人口
拉罗什讷维尔于2022年1月1日时的人口数量为1227人。